# Sprællemand
En sprællemand er en træ- eller papfigur, der spræller, når der trækkes i en snor. Sprællemanden menes at være en del af julepynten fra omkring 1850. I den danske litograf og forlægger Alfred Jacobsens (1853-1924) ”Danske Billeder” fra 1886 findes på et af hans over 300 forskellige billedark også en sprællemand, som er en af de ældste danske sprællemænd, som vi har kendskab til.